# Хэтэуэй, Энн
Энн (Э́нни) Жакли́н Хэ́тэуэй (англ. Anne (Annie) Jacqueline Hathaway; род. 12 ноября 1982, Нью-Йорк) — американская актриса и певица. Обладательница премий «Эмми» (2010, за лучшее озвучивание), «Золотой глобус» (2013), Премии Гильдии киноактёров США (2013), BAFTA (2013) и «Оскар» (2013) за лучшую женскую роль второго плана в фильме-мюзикле «Отверженные». Энн вошла в список Forbes Celebrity 100 в 2009 году.
Хэтэуэй окончила среднюю школу Миллберн в Нью-Джерси, где выступала в нескольких спектаклях. В подростковом возрасте она снялась в телесериале «Будь собой» (англ. Get Real) (1999—2000) и сделала прорыв, сыграв главную героиню в своем дебютном фильме, комедии Disney «Дневники принцессы» (2001). Хэтэуэй сделала переход на роли взрослых с драмами «Крэйзи» и «Горбатая гора» 2005 года. Комедийно-драматический фильм «Дьявол носит Prada» (2006), в котором она сыграла помощника редактора журнала моды, был её самым большим коммерческим успехом на тот момент. Она сыграла выздоравливающую алкоголичку в драме «Рэйчел выходит замуж» (2008), которая получила номинацию на премию «Оскар» за Лучшую женскую роль. Она исполнила роли в коммерчески успешных романтичных фильмах «Война невест» (2009), «День святого Валентина» (2010) и «Любовь и другие лекарства» (2010).
В 2012 году Хэтэуэй снялась в роли Женщины-кошки в своём самом кассовом фильме «Тёмный рыцарь: Возрождение легенды», заключительной картины в трилогии «Тёмный рыцарь». В том же году она сыграла Фантину, проститутку, умирающую от туберкулёза, в музыкальной романтической драме «Отверженные», за которую получила множество наград, в том числе премию «Оскар» за «Лучшую женскую роль второго плана». Затем сыграла учёную в научно-фантастическом фильме «Интерстеллар» (2014), владелицу модного онлайн-сайта в комедийном фильме «Стажёр» (2015), Белую Королеву в «Алиса в Стране чудес» (2010) и «Алиса в Зазеркалье» (2016) и надменную актрису в фильме «Восемь подруг Оушена» (2018).

## Биография
Энн Хэтэуэй родилась в Бруклине, Нью-Йорк. Отец Энн, Джералд Хэтэуэй, был адвокатом, а мать, Кейт Маккалей, — актрисой. Ее мать имеет ирландские корни, отец ирландские, французские, английские и немецкие. У Энн есть младший брат Томас и старший брат Майкл. Энн назвали в честь жены Шекспира Энн Хэтэуэй. Окончила Millburn High School. В детстве играла в театре.
В 1998—1999 годах Хэтэуэй пела сопрано в почётном хоре «U.S. High School Honors» в Карнеги-Холле и в пьесах подготовительной школы Сетон-Холл в Уэст-Ориндж, Нью-Джерси. В начале кинокарьеры её актёрский стиль и внешний вид напоминали о Джуди Гарленд, которую Энн называет одной из своих любимых актрис, и об Одри Хепбёрн. Впервые Энн появилась на экране в телесериале 1999 года «Будь собой», где вместе с ней дебютировал актёр Джесси Айзенберг, который сыграл младшего брата её героини. В 2001—2003 годах играла в детских фильмах компании Disney, таких как «Дневники принцессы» режиссёра Гарри Маршалла. Маршалл сравнивал Хэтэуэй с Джулией Робертс, Одри Хепбёрн и Джуди Гарленд. Затем несколько семестров Хэтэуэй проучилась в колледже «Вассар».
В 2002 году Хэтэуэй озвучивала роль в анимационном фильме «Возвращение кота» режиссёра Хироюки Мориты. В том же году актриса играет роль Мэделайн Брэй в экранизации романа Чарльза Диккенса «Николас Никлби» режиссёра Дугласа МакГрета.
В 2004 году Хэтэуэй снялась в картине «Заколдованная Элла» режиссёра Томми О’Хейвера и в сиквеле «Дневники принцессы 2: Как стать королевой». Ей предлагали роль в картине «Призрак Оперы», но из-за недостатка времени она отказалась. Затем она озвучила роль в мультфильме «Правдивая история Красной Шапки» (2005).

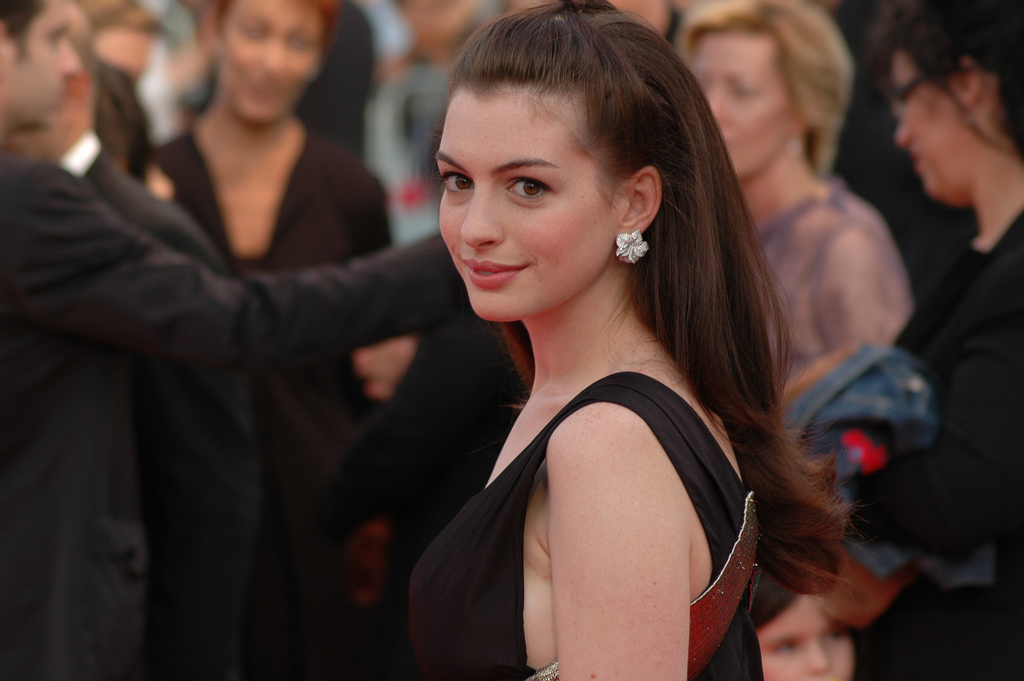
Хэтэуэй на Фестивале американского кино в Довиле в 2007 году

В 2005 году Хэтэуэй снялась в молодёжной драме «Крэйзи» и в награждённом тремя «Оскарами» фильме «Горбатая гора» Энга Ли, сыграв роль жены ковбоя-бисексуала. В фильме «Дьявол носит Prada» (2006) Хэтэуэй сыграла роль ассистента главного редактора журнала мод.
В 2007 году вышел фильм «Джейн Остин», где она сыграла роль знаменитой английской писательницы. Хэтэуэй отказалась от участия в съёмках комедии Джадда Апатоу «Немножко беременна». В 2009 году Хэтэуэй была номинирована на премии «Оскар» и «Золотой глобус» за роль в картине «Рэйчел выходит замуж».
В 2009 году была названа самой лучшей молодой актрисой по версии LoveFilm. В 2010 году снялась в фильме «Алиса в Стране Чудес» в роли Белой Королевы. В 2011 году сыграла главную роль в мелодраме Лоне Шерфига «Один день», релиз которого состоялся 18 августа 2011 года.
27 февраля 2011 года Энн Хэтэуэй совместно с Джеймсом Франко была ведущей 83-й церемонии «Оскар».
В 2012 году снялась в роли Селины Кайл / Женщины-кошки в продолжении истории о Бэтмене «Тёмный рыцарь: Возрождение легенды». Эта роль была для неё наиболее тяжёлой в плане физической подготовки.
За этим фильмом последовала экранизация мюзикла по роману Виктора Гюго «Отверженные», где Хэтэуэй исполнила роль Фантины — матери Козетты, принёсшей ей почти все ключевые призы «сезона наград», включая «Золотой глобус», BAFTA, премию Гильдии киноактёров США, «Выбор критиков» и «Оскар».

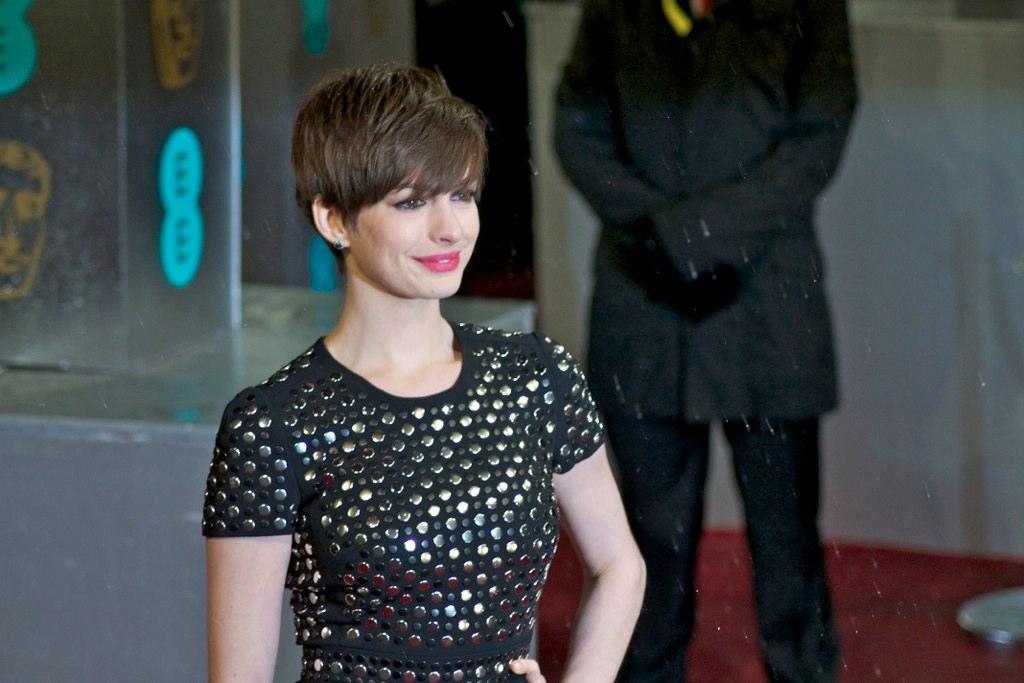
Энн Хэтэуэй в 2013 году

Хэтэуэй приняла участие в съёмках фильма Кристофера Нолана «Интерстеллар» вместе с Мэттью Макконахи и Джессикой Честейн. Научно-фантастический фильм о теории относительности и теориях кротовых нор, которые выдвигали такие учёные как Альберт Эйнштейн, Стивен Хокинг и Кип Торн, был выпущен на экраны США и Канады 5 ноября 2014 года.
24 января 2019 года в российский прокат вышел триллер Стивена Найта «Море соблазна» с Энн Хэтэуэй в главной женской роли. Компанию на съёмочной площадке Энн составили Мэттью Макконахи (с которым она совсем недавно играла вместе в «Интерстелларе»), а также Джейсон Кларк и Дайан Лейн.
В октябре 2024 года Энн Хэтэуэй подтвердила свое участие в съемках третьей части «Дневников принцессы».

## Личная жизнь
Хэтэуэй почти 4 года встречалась с итальянским бизнесменом Рафаэлло Фольери, обвинённым в расхищении 50 миллионов долларов, пожертвованных миллиардером Рональдом Бёрклом в фонд помощи католическим церквям. Хэтэуэй являлась соучредителем этого и некоторых других фондов. Личные дневники актрисы были приобщены к делу в качестве доказательства обвинения, однако самой актрисе обвинения не были предъявлены.
Вскоре после разрыва с Рафаэлло Фольери Хэтэуэй начала встречаться с актёром и дизайнером ювелирных украшений Адамом Шульманом. В ноябре 2011 года пара объявила о помолвке. 29 сентября 2012 года они поженились в частном поместье маленького городка Биг-Сур, Калифорния. 24 марта 2016 года у пары родился сын Джонатан Роузбэнкс. В ноябре 2019 года родился второй сын — Джек.
14 января 2021 года в The Tonight Show с Джимми Фэллоном Хэтэуэй заявила, что ей не нравится, когда люди называют её по имени — Энн. Так называла её мама, когда злилась на свою дочь. Поэтому предпочтительным для неё будет имя Энни (англ. Annie).

## Общественная деятельность
В июле 2006 года Хэтэуэй провела неделю в Никарагуа, помогая вакцинировать детей от гепатита А. Она также побывала в других странах, чтобы следить за соблюдением прав женщин и девочек, включая Кению и Эфиопию.
В 2008 году она была удостоена награды Elle’s Women in Hollywood за свою благотворительную деятельность.
В 2010 году Хэтэуэй объявила о сотрудничестве со Всемирным банком в рамках двухлетней программы развития «The Girl Effect», миссия которой заключается в расширении прав и возможностей девочек в развивающихся и развитых странах, где треть молодых женщин не работают и не учатся.
В 2022 году после российского вторжения поддержала Украину и сделала пожертвования в фонды «Красного Креста Украины», UNICEF и Save the Children.

## Фильмография
| Год       |    | Русское название                             | Оригинальное название                            | Роль                        |
| --------- | -- | -------------------------------------------- | ------------------------------------------------ | --------------------------- |
| 1999—2000 | с  | Будь собой                                   | Get Real                                         | Меган Грин                  |
| 2001      | ф  | Дневники принцессы, или Как стать принцессой | The Princess Diaries                             | Мия Термополис              |
| 2001      | ф  | Другая сторона рая                           | The Other Side of Heaven                         | Джин Сэйбин                 |
| 2002      | мф | Возвращение кота                             | 猫の恩返し                                       | Хару Ёсиока                 |
| 2002      | ф  | Николас Никлби                               | Nicholas Nickleby                                | Мэделайн Брэй               |
| 2004      | ф  | Заколдованная Элла                           | Ella Enchanted                                   | Элла из Фрелла              |
| 2004      | ф  | Дневники принцессы 2: Как стать королевой    | The Princess Diaries: Royal Engagement           | Мия Термополис              |
| 2005      | ф  | Крэйзи                                       | Havoc                                            | Аллисон                     |
| 2005      | ф  | Горбатая гора                                | Brokeback Mountain                               | Лурин Ньюсом Твист          |
| 2005      | мф | Правдивая история Красной Шапки              | Hoodwinked                                       | Красная Шапочка             |
| 2006      | ф  | Дьявол носит Prada                           | The Devil Wears Prada                            | Энди Сакс                   |
| 2007      | ф  | Джейн Остин                                  | Becoming Jane                                    | Джейн Остин                 |
| 2008      | ф  | Напряги извилины                             | Get Smart                                        | Агент 99                    |
| 2008      | в  | Напряги извилины. Брюс и Ллойд: Без тормозов | Get Smart's Bruce and Lloyd Out of Control       | Агент 99                    |
| 2008      | ф  | Пассажиры                                    | Passengers                                       | Клер Саммерс                |
| 2008      | ф  | Рэйчел выходит замуж                         | Rachel Getting Married                           | Ким                         |
| 2009      | ф  | Война невест                                 | Bride Wars                                       | Эмма Аллен                  |
| 2009—2012 | мс | Симпсоны                                     | The Simpsons                                     | Дженни                      |
| 2010      | ф  | День святого Валентина                       | Valentine's Day                                  | Лиз Коррин                  |
| 2010      | ф  | Алиса в Стране чудес                         | Alice in Wonderland                              | Белая королева              |
| 2010—2011 | мс | Гриффины                                     | Family Guy                                       | мать Мэгги                  |
| 2010      | ф  | Любовь и другие лекарства                    | Love and Other Drugs                             | Мэгги Мёрдок                |
| 2011      | мф | Рио                                          | Rio                                              | Жемчужинка                  |
| 2011      | ф  | Один день                                    | One Day                                          | Эмма Морли                  |
| 2012      | ф  | Тёмный рыцарь: Возрождение легенды           | The Dark Knight Rises                            | Селина Кайл / Женщина-кошка |
| 2012      | ф  | Отверженные                                  | Les Misérables                                   | Фантина                     |
| 2013      | ф  | Дон Пейот                                    | Don Peyote                                       | Истина                      |
| 2013      | ф  | Письма к Джеки: Вспоминая президента Кеннеди | Letters to Jackie: Remembering President Kennedy | Читательница писем          |
| 2013      | ф  | Страсти Дон Жуана                            | Don Jon                                          | кинозвезда                  |
| 2014      | ф  | Интерстеллар                                 | Interstellar                                     | Амелия Брэнд                |
| 2014      | ф  | Однажды в Нью-Йорке                          | Song One                                         | Фрэнни                      |
| 2014      | мф | Рио 2                                        | Rio 2                                            | Жемчужинка                  |
| 2015      | ф  | Стажёр                                       | The Intern                                       | Джулс Остин                 |
| 2015      | с  | Документалистика сегодня!                    | Documentary Now!                                 | Саму себя                   |
| 2015      | с  | «Жми на запись» на ТВ                        | HitRecord on TV                                  | Вивика Вирус                |
| 2016      | ф  | Алиса в Зазеркалье                           | Alice in Wonderland: Through the Looking Glass   | Белая королева              |
| 2016      | ф  | Моя девушка – монстр                         | Colossal                                         | Глория                      |
| 2018      | ф  | Восемь подруг Оушена                         | Ocean's Eight                                    | Дафна Клюгер                |
| 2019      | ф  | Море соблазна                                | Serenity                                         | Карен Зариакас              |
| 2019      | ф  | Отпетые мошенницы                            | The Hustle                                       | Жозефина Честерфилд         |
| 2019—2021 | с  | Современная любовь                           | Modern Love                                      | Лекси                       |
| 2019      | ф  | Тёмные воды                                  | Dark Waters                                      | Сара Билотт                 |
| 2020      | ф  | Последнее, чего он хотел                     | The Last Thing He Wanted                         | Елена Макмэн                |
| 2020      | ф  | Ведьмы                                       | The Witches                                      | Ева Эрнст, Главная Ведьма   |
| 2021      | ф  | Локдаун                                      | Locked Down                                      | Линда                       |
| 2021      | с  | Одиночества                                  | Solos                                            | Лия                         |
| 2022      | с  | Не сработало                                 | WeCrashed                                        | Ребека Ньюманн              |
| 2022      | ф  | Время Армагеддона                            | Armageddon Time                                  | Эстер Графф                 |
| 2023      | ф  | Айлин                                        | Eileen                                           | Ребекка                     |
| 2023      | ф  | Иди ко мне, детка                            | She Came to Me                                   | Патриция                    |
| 2024      | ф  | Мысль о тебе                                 | The Idea of You                                  | Солен                       |
| 2024      | ф  | Материнский инстинкт                         | Mothers' Instinct                                | Селин                       |
| 2026      | ф  | Тайный дневник Верити                        | Verity                                           | Верити Кроуфорд             |
| 2026      | ф  | Одиссея                                      | The Odyssey                                      |                             |
| 2026      | ф  | Улица Флауэрвейл                             | Flowervale Street                                |                             |
| 2026      | ф  | Дьявол носит Prada 2                         | The Devil Wears Prada 2                          | Андреа «Энди» Сакс          |
|           | ф  | Мать Мария                                   | Mother Mary                                      |                             |

### Продюсер
| Год  | Фильм                | Участие                 | Источник |
| ---- | -------------------- | ----------------------- | -------- |
| 2014 | Однажды в Нью-Йорке  | Продюсер                | [ 23 ]   |
| 2016 | Моя девушка — монстр | Исполнительный продюсер | [ 24 ]   |
| 2022 | Не сработало         | Исполнительный продюсер | [ 25 ]   |
| 2023 | Иди ко мне, детка    | Продюсер                | [ 26 ]   |
| 2024 | Материнский инстинкт | Продюсер                | [ 27 ]   |
| 2024 | Мысль о тебе         | Продюсер                | [ 28 ]   |

## Награды и номинации
| Награда                        | Год  | Категория                                       | Фильм                                        | Результат |
| ------------------------------ | ---- | ----------------------------------------------- | -------------------------------------------- | --------- |
| Оскар                          | 2009 | Лучшая женская роль                             | Рэйчел выходит замуж                         | Номинация |
| Оскар                          | 2013 | Лучшая женская роль второго плана               | Отверженные                                  | Победа    |
| Золотой глобус                 | 2009 | Лучшая женская роль — драма                     | Рэйчел выходит замуж                         | Номинация |
| Золотой глобус                 | 2011 | Лучшая женская роль — комедия или мюзикл        | Любовь и другие лекарства                    | Номинация |
| Золотой глобус                 | 2013 | Лучшая женская роль — комедия или мюзикл        | Отверженные                                  | Победа    |
| BAFTA                          | 2013 | Лучшая женская роль — комедия или мюзикл        | Отверженные                                  | Победа    |
| Эмми                           | 2010 | Лучшее озвучивание                              | Симпсоны                                     | Победа    |
| Эмми                           | 2011 | Лучшее ведение программы                        | Оскар 2011                                   | Номинация |
| Премия Гильдии киноактёров США | 2006 | Лучший актёрский состав                         | Горбатая гора                                | Номинация |
| Премия Гильдии киноактёров США | 2009 | Лучшая женская роль — фильм                     | Рэйчел выходит замуж                         | Номинация |
| Премия Гильдии киноактёров США | 2013 | Лучший актёрский состав                         | Отверженные                                  | Номинация |
| Премия Гильдии киноактёров США | 2013 | Лучшая женская роль — фильм                     | Отверженные                                  | Победа    |
| Сатурн                         | 2013 | Лучшая женская роль                             | Отверженные                                  | Номинация |
| Сатурн                         | 2013 | Лучшая женская роль                             | Тёмный рыцарь: Возрождение легенды           | Победа    |
| Сатурн                         | 2015 | Лучшая женская роль                             | Интерстеллар                                 | Номинация |
| Kids Choice Awards             | 2009 | Любимая актриса                                 | Напряги извилины                             | Номинация |
| Kids Choice Awards             | 2013 | Любимая актриса                                 | Тёмный рыцарь: Возрождение легенды           | Номинация |
| MTV Movie Awards               | 2002 | Лучший женский прорыв                           | Дневники принцессы                           | Номинация |
| MTV Movie Awards               | 2009 | Лучший дуэт (совместно с Кейт Хадсон)           | Война невест                                 | Номинация |
| MTV Movie Awards               | 2009 | Лучшая актриса                                  | Война невест                                 | Номинация |
| MTV Movie Awards               | 2013 | Лучшая героиня                                  | Тёмный рыцарь: Возрождение легенды           | Номинация |
| MTV Movie Awards               | 2013 | Лучший музыкальный момент                       | Отверженные                                  | Номинация |
| MTV Movie Awards               | 2013 | Лучшая актриса                                  | Отверженные                                  | Номинация |
| Peoples Choice Awards          | 2009 | Любимая актриса                                 | н/д                                          | Номинация |
| Peoples Choice Awards          | 2009 | Любимая актриса                                 | н/д                                          | Номинация |
| Peoples Choice Awards          | 2010 | Любимая актриса                                 | н/д                                          | Номинация |
| Peoples Choice Awards          | 2012 | Любимое озвучивание персонажа                   | Рио                                          | Номинация |
| Peoples Choice Awards          | 2012 | Любимая актриса                                 | н/д                                          | Номинация |
| Peoples Choice Awards          | 2013 | Любимая актриса                                 | н/д                                          | Номинация |
| Peoples Choice Awards          | 2013 | Любимая актриса                                 | Тёмный рыцарь: Возрождение легенды           | Номинация |
| Peoples Choice Awards          | 2016 | Любимая актриса                                 | н/д                                          | Номинация |
| Peoples Choice Awards          | 2018 | Любимая актриса                                 | н/д                                          | Номинация |
| Teen Choice Awards             | 2000 | Выбор актрисы                                   | Будь собой                                   | Номинация |
| Teen Choice Awards             | 2002 | Выбор комедийной актрисы                        | Дневники принцессы                           | Номинация |
| Teen Choice Awards             | 2006 | Выбор дуэта на экране (совместно с Мерил Стрип) | Дьявол носит Prada                           | Номинация |
| Teen Choice Awards             | 2009 | Выбор дуэта на экране (совместно с Кейт Хадсон) | Война невест                                 | Номинация |
| Teen Choice Awards             | 2009 | Любимый момент                                  | Война невест                                 | Номинация |
| Teen Choice Awards             | 2009 | Любимая комедийная актриса                      | Война невест                                 | Победа    |
| Teen Choice Awards             | 2010 | Выбор фильма женский стилист                    | Алиса в Стране чудес, День святого Валентина | Номинация |
| Teen Choice Awards             | 2011 | Любимое озвучивание персонажа                   | Рио                                          | Номинация |
| Teen Choice Awards             | 2013 | Выбор драматической актрисы                     | Отверженные                                  | Номинация |
| Teen Choice Awards             | 2013 | Выбор актрисы                                   | Тёмный рыцарь: Возрождение легенды           | Победа    |
| Teen Choice Awards             | 2016 | Выбор комедийной актрисы                        | Стажёр                                       | Номинация |
| Scream Awards                  | 2010 | Лучшая актриса второго плана                    | Алиса в Стране чудес                         | Победа    |
| Prism Awards                   | 2009 | Лучшая актриса                                  | Рэйчел выходит замуж                         | Победа    |
| SFX Awards UK                  | 2013 | Лучшая актриса                                  | Тёмный рыцарь: Возрождение легенды           | Победа    |
| ShoWest Convetion USA          | 2008 | Актриса года                                    | н/д                                          | Победа    |
| Elle Women in Hollywood Awards | 2008 | н/д                                             | н/д                                          | Победа    |
| Empire Awards UK               | 2013 | Лучшая актриса                                  | Тёмный рыцарь: Возрождение легенды           | Номинация |
| Жорж                           | 2014 | Лучшая зарубежная актриса                       | н/д                                          | Номинация |
| Жорж                           | 2015 | Лучшая зарубежная актриса                       | н/д                                          | Номинация |
| Жорж                           | 2016 | Лучшая зарубежная актриса                       | н/д                                          | Номинация |
| Золотая малина                 | 2020 | Худшая женская роль                             | Море соблазна                                | Номинация |
| Золотая малина                 | 2021 | Худшая женская роль                             | Последнее, чего он хотел                     | Номинация |
| Золотая малина                 | 2021 | Худшая женская роль                             | Ведьмы                                       | Номинация |